# فن الذكر والدعاء عند خاتم الأنبياء (كتاب)
فن الذكر والدعاء عند خاتم الأنبياء هو كتاب للشيخ محمد الغزالي، يتحدث فيه عن محمد بن عبد الله (صلي الله عليه وسلم). ويعتبر هذا الكتاب من أواخر ما كتب الشيخ الغزالي حتى إنَّهُ يقول فيه أيضًا أنه بعدما كتب فقه السيرة في شبابه ظن أنه أتى بشيء طائل في الإبانة عن عظمة محمد (ﷺ ) إلا أنه في آخر حياته قد كلفته إدارة الشؤون الدينية القطرية أن يسطر هذه الصحف فاستجاب، ولقد سمعته في تسجيل صوتي يقول متحدثًا عن هذا الكتاب أنه قد شرع في كتابة أول أسطر منه وهو في طريقه إلي مدينة رسول الله (صلي الله عليه وسلم).

## ملخص الكتاب
إن فن الذكر والدعاء عن خاتم الأنبياء هو كتاب لا يخطر بالبال أنه مجرد نصائح عن الذكر وفضل الذكر والاستغفار مما اُعتِدَ سماعه وقراءته في عصرنا هذا، بل ما يحتويه أعمق بكثير، أعمق لدرجة استشعار الجسد القشعريرة حبًا وخضوعًا وخشيةً؛ فالقلب الغافل سيصحو من سباته مسبحًا خاشعًا لله الخالق سبحانه مصليًا مسلمًا على محمد بن عبد الله ﷺ. يذكر الشيخ في مقدمة الكتاب أن الخلائق أجمعين لابد وأن يكونوا على معرفة صحيحة بخالقهم جل وعلا، وأن يعترفوا بحقوق الخالق سبحانه اعترافًا كاملًا، وهذا الوعي بحقوق الله لا يرتبط بالعلم أكثر ما يرتبط بتدريس هذا العلم ونشره وتصحيحه للبشرية، وهذا ما كان عليه الأنبياء ومن سار على نهجهم. ثم يذكر الشيخ أنه قد شغف بسير الأنبياء كثيرًا وحاول أن يقتبس منهم في حياته شعاعًا يستضئ به، فموسى عليه السلام بعدما عرف الله حقًا وهو في أشد حاجته إليه يناجي خالقه بقوله (رَبِّ إِنِّي لِمَا أَنزَلْتَ إِلَيَّ مِنْ خَيْرٍ فَقِيرٌ)، وعيسي عليه السلام وهو يدافع عن نفسه في مسائلة دقيقة ومواجهة بينه وبين الله يقول (مَا قُلْتُ لَهُمْ إِلَّا مَا أَمَرْتَنِي بِهِ أَنِ اعْبُدُوا اللَّهَ رَبِّي وَرَبَّكُمْ ۚ وَكُنتُ عَلَيْهِمْ شَهِيدًا مَّا دُمْتُ فِيهِمْ ۖ فَلَمَّا تَوَفَّيْتَنِي كُنتَ أَنتَ الرَّقِيبَ عَلَيْهِمْ ۚ وَأَنتَ عَلَىٰ كُلِّ شَيْءٍ شَهِيدٌ)، وإبراهيم عليه السلام وهو بمكة يسلم ابنه للقدر المرهوب ويسأل الله جل علا (رَبَّنَا إِنِّي أَسْكَنْتُ مِنْ ذُرِّيَّتِي بِوَادٍ غَيْرِ ذِي زَرْعٍ عِنْدَ بَيْتِكَ الْمُحَرَّمِ رَبَّنَا لِيُقِيمُوا الصَّلَاةَ فَاجْعَلْ أَفْئِدَةً مِنَ النَّاسِ تَهْوِي إِلَيْهِمْ وَارْزُقْهُمْ مِنَ الثَّمَرَاتِ لَعَلَّهُمْ يَشْكُرُونَ)، غير أنك تنبهر وتتوه منك نفسك وأنت بيدي النبي الخاتم محمد بن عبد الله وهو يدعو ويدعو وتكاد تشعر بأنك أمام فن من فنون الدعاء والمناجاة ذاهب في الطول والعرض لم يؤثر مثله عن المصطفين الأخيار على امتداد الأدهار، ثم ينقلنا الكاتب إلى عنوان آخر ويسأل كيف عرِّفنا محمد بالله؟! أو بشكل آخر كيف عرف محمد ربه؟!

## محمدﷺ
كان من الناس من لا يعرف الله، فأنار محمد بصيرته وأرشده إلي خالقه وبارئه، وكان منهم من يعرف ربه مع تشوهات في معرفته وعقيدته فهداه محمد إلى التوحيد الخالص الخالي من أي شرك، فبالنظر إلي كلماته وتعبيراته التي علمها لأصحابه ولأمته من بعده في كيفية الاعتراف بالخالق جل وعلا والخضوع له، عندما يُردد أحدًا كلمات عاطفة الإعجاب عنده بالخالق، يرى أن الكلمات المعبرة تتقاصر ثم تحتبس ثم ينظر إلى محمد بن عبد الله وهو يقول عندما يركع لله (اللهم لك ركعت وبك آمنت ولك أسلمت خشع سمعي وبصري ومخي وعظمي وعصبي لك) ثم يسجد ويقول (اللهم لك سجدت وبك آمنت ولك أسلمت سجد وجهي للذي خلقه وصوره وشق فيه سمعه وبصره تبارك الله أحسن الخالقين)، في هذه المناجاة تكمن الألوهية الكاملة والعبودية الكاملة ثم يعجز اللسان عن قول شيئًا أفضل من هذا الكلام.

## كيف عرف محمد ربه
إن المسلم الأول – وهو ترتيب النبي محمد بين النبيين والصدقين – له فن في الذكر والشكر والإنابة والدعاء والمناجاة لم يحفظ مثله لبشر – عليه الصلاة والسلام. ثم ينتقل الشيخ إلى علاقة محمد بربه – ولذلك وضع عنوانًا لهذا الباب أسماه «كيف عرف محمد ربه؟!» ويصفها أنها علاقة كلها محبة وشوق فكانت مناجاته -صلي الله عليه وسلم- مناجاة الحبيب المشتاق لحبيبه، لقد كان عامر القلب بربه عميق الإحساس بعظمته، فقد كان يناجيه قائلًا (اللَّهُمَّ بِعِلْمِكَ الْغَيْبَ، وَقُدْرَتِكَ عَلَى الْخَلْقِ، أَحْيِنِي مَا عَلِمْتَ الْحَيَاةَ خَيْرًا لِي، وَتَوَفَّنِي إِذَا عَلِمْتَ الْوَفَاةَ خَيْرًا لِي، اللَّهُمَّ إِنِّي أَسْأَلُكَ خَشْيَتَكَ فِي الْغَيْبِ وَالشَّهَادَةِ، وَأَسْأَلُكَ كَلِمَةَ الْحَقِّ فِي الرِّضَا وَالْغَضَبِ، وَأَسْأَلُكَ الْقَصْدَ فِي الْغِنَى وَالْفَقْرِ، وَأَسْأَلُكَ نَعِيمَاً لاَ يَنْفَدُ، وأَسْأَلُكَ قُرَّةَ عَيْنٍ لاَ تَنْقَطِعْ، وَأَسْأَلُكَ الرِّضَا بَعَدَ الْقَضَاءِ، وَأَسْأَلُكَ بَرْدَ الْعَيْشِ بَعْدَ الْمَوْتِ، وَأَسْأْلُكَ لَذَّةَ النَّظَرِ إلَى وَجْهِكَ، وَالشَّوْقَ إِلَى لِقَائِكَ، فِي غَيْرِ ضَرَّاءَ مُضِرَّةٍ، وَلاَ فِتْنَةٍ مُضِلَّةٍ، اللَّهُمَّ زَيِّنَّا بِزِينَةِ الإِيمَانِ، وَاجْعَلْنَا هُدَاةً مُهْتَدِينَ). العالم من أزله إلى أبده لا يعرف إنسانًا استغرق في حبه لخالقه عن طريق التأمل العالي في مخلوقاته وفي عظمته كمحمد، لقد كان يمشي على الأرض وقلبه في السماء مع حبيبه سبحانه وتعالى. انظر إلى قوة العاطفة ودفقها في هذه المناجاة الحارة، كان يقول دبر كل صلاة (اللهُمَّ رَبَّنَا وَرَبَّ كُلِّ شَيْءٍ، أَنَا شَهِيدٌ أَنَّكَ الرَّبُّ، وَحْدَكَ لَا شَرِيكَ لَكَ، اللهُمَّ رَبَّنَا وَرَبَّ كُلِّ شَيْءٍ، أَنَا شَهِيدُ أَنَّ مُحَمَّدًا عَبْدُكَ وَرَسُولُكَ، اللهُمَّ رَبَّنَا وَرَبَّ كُلِّ شَيْءٍ، أَنَا شَهِيدٌ أَنَّ الْعِبَادَ كُلَّهُمُ إخْوَةٌ، اللهُمَّ رَبَّنَا وَرَبَّ كُلِّ شَيْءٍ، اجْعَلْنِي مُخْلَصًا لَكَ وَأهْلِي فِي كُلِّ سَاعَةٍ فِي الدُّنْيَا وَالْآخِرَةِ، ذَا الْجِلَالِ وَالْإِكْرَامِ اسْمَعْ وَاسْتَجِبْ، اللهُ الْأَكْبَرُ الْأَكْبَرُ، اللهُ نُورُ السَّمَوَاتِ وَالْأَرْضِ، اللهُ الْأَكْبَرُ الْأَكْبَرُ حَسْبِيَ اللهُ وَنِعْمَ الْوَكِيلُ، اللهُ الْأَكْبَرُ اللهُ الْأَكْبَرُ).

## الخاتمة
يُعد هذا الكتاب أحد أفضل أعمال الشيخ الإمام الغزالي خاصة، وأحد أفضل الكتب عامة التي تعرض أقوال سيد الخلق ودعائه ومناجاته لربه بإسلوب حي يجعل القارئ يستحضر حياة النبي صلي الله عليه وسلم ويتعايش مع السنة النبوية ويتفاعل معها.

## روابط خارجية
- محتوى الكتاب
- تصفح الكتاب